# Oh! Europa
Oh! Europa fue una serie cómica de TV3 emitida en 1993. Fue dirigida por Eduard Cortés y Joan Lluís Bozzo e interpretada por los actores de la compañía Dagoll Dagom. Consta de 13 episodios de 30 minutos de duración en el que los personajes visitan un país distinto de la Unión Europea y, en función del lugar que visitan, alguno de los personajes cobra una relevancia especial.

## Trama
Doce afortunados provenientes de diferentes lugares de Cataluña y de la Comunidad Valenciana ganan un premio en un sorteo de un banco: un viaje en autocar recorriendo los doce países de una jovencísima Unión Europea. Sus aventuras y vicisitudes, junto con las de la guía y el chófer, son las protagonistas de la serie, que en cada episodio visita un país distinto. La presentación de la serie parte de una reunión posterio al viaje, es decir, desde un flash back de los personajes que se reúnen en casa de uno de ellos para recordar el viaje viendo fotos y vídeos.

## Lista de episodios
- Episodio 1: Presentación
- Episodio 2: París
- Episodio 3: Londres
- Episodio 4: Irlanda
- Episodio 5: Bélgica
- Episodio 6: Luxemburgo
- Episodio 7: Holanda
- Episodio 8: Dinamarca
- Episodio 9: Alemania
- Episodio 10: Grecia
- Episodio 11: Italia
- Episodio 12: Portugal
- Episodio 13: España

## Personajes
- Deulofeu (Pep Cruz)
- Deulofeu Jr. (Marçal Cruz)
- Pepa (Àngela Castilla)
- Ampariues (María José Peris)
- Ventura (Genís Hernández)
- Señora Emília (Montserrat Carulla)
- Hèctor (Eugeni Soler)
- Òscar (Paco Alonso)
- Señor Miquel (Xavier Massé)
- Meritxell (Victòria Pagès)
- Trini (Montserrat Pérez)
- Robert (Marc Cartes)
- Fina (Rosa Gàmiz)
- Enric (Joan Lluís Bozzo)

- Datos: Q11939283